# Kernhout

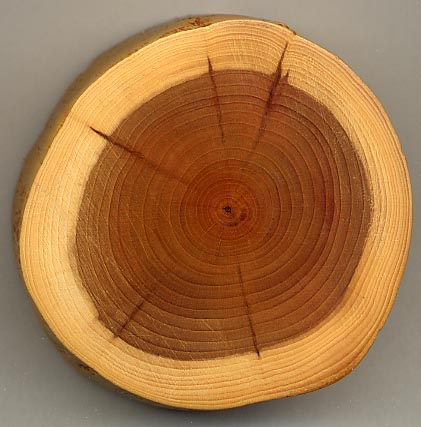
Spinthout (licht) en kernhout (donker) van een venijnboom (Taxus baccata)

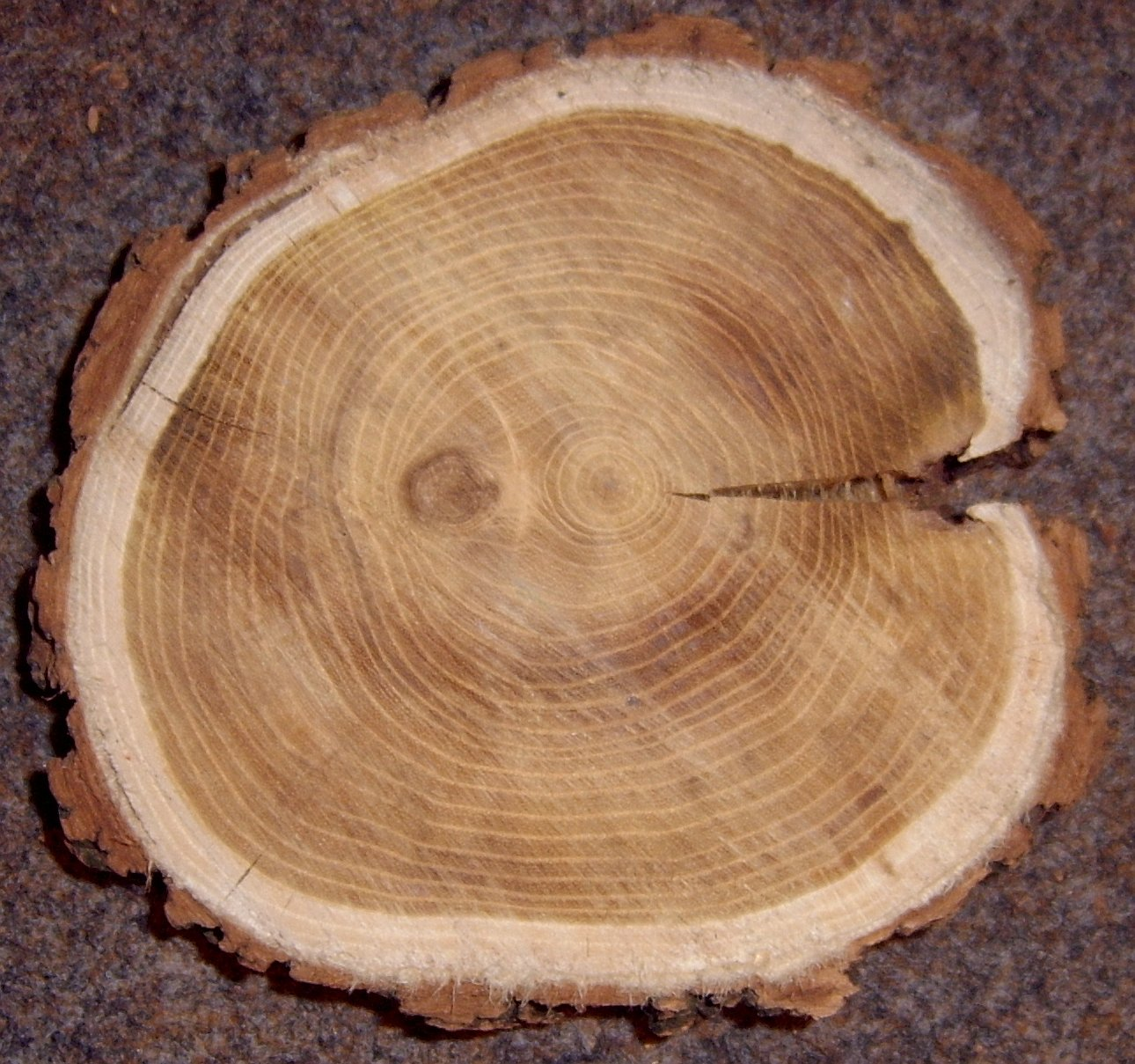
Spinthout (licht) en kernhout (donker) van een robinia

Kernhout is het wat donkerder en zwaarder hout in het binnenste van de boom. Dit is anders dan het spinthout dat aan de buitenkant van een boom zit, onder de bast.
Het kernhout is het harde en consistente hout. De in het kernhout afgezette stoffen, zoals in organische oplosmiddelen en ook in water oplosbare looistoffen, vluchtige oliën, vetten, harsen, wassen, gommen en zetmeel, zorgen voor hogere massadichtheid, kleur, reuk, duurzaamheid, sterkte en resistentie tegen onder andere bacteriën, schimmels. 
Het kernhout heeft een steunfunctie voor de boom; de transportfunctie is hierbij wel verloren: het sap stroomt er niet meer doorheen. Het spinthout verzorgt het transport van water naar boven. In tegenstelling tot het spinthout, is kernhout dood en bestaat uit fysiologisch inactieve cellen.